# گنبد (فراشبند)
گنبد (فراشبند)، روستایی از توابع بخش مرکزی شهرستان فراشبند در استان فارس ایران است.

## جمعیت روستای گنبد ۵۰۰نفر
این روستا در دهستان آویز قرار دارد و براساس سرشماری مرکز آمار ایران در سال ۱۳۸۵، جمعیت آن ۱۱۲ نفر (۲۴خانوار) بوده‌است.